# Muang Xépôn
Muang Xépôn är ett distrikt i Laos.   Det ligger i provinsen Savannakhet, i den sydöstra delen av landet, 400 km öster om huvudstaden Vientiane.